# Nabis lineatus
Nabis lineatus ist eine Wanzenart aus der Familie der Sichelwanzen (Nabidae).

## Merkmale
Die Wanzen werden 8,7 bis 12,0 Millimeter lang. Sie haben ganz überwiegend stark verkürzte (mikroptere) Flügel, wobei die Hemielytren kürzer sind als bei Nabis flavomarginatus und nur das zweite und teilweise das dritte Hinterleibssegment verdecken. Nur sehr selten kann man Weibchen mit voll entwickelten (makropteren) Flügeln beobachten, welche jedoch deformiert sind, sodass die Tiere vermutlich immer flugunfähig sind. Nabis limbatus ist der Art ähnlich, ist jedoch kleiner und hat ein breiteres Connexivum, sodass der Körperbau weniger schlank wirkt. Dieses Merkmal ist aber nur bedingt zur Bestimmung geeignet, da die Männchen von Nabis limbatus viel schlanker sind als die Weibchen.

## Vorkommen und Lebensraum
Die Art ist in Europa vom Süden der Britischen Inseln und Skandinaviens bis in den Norden des Mittelmeergebietes und östlich über Russland und Kasachstan bis in den Nordosten Chinas verbreitet. Die Verbreitung ist disjunkt. In West- und Nordeuropa tritt die Art überwiegend im vom Atlantik beeinflussten Klimabereich der Küsten und Flachländer auf, im Osten ist die Art hingegen isoliert an salzige Stellen im Binnenland gebunden. Sie fehlt im Wesentlichen in den Mittelgebirgen und Gebirgen. In Deutschland ist sie im nordwestlichen Tiefland nicht selten, tritt aber im Südosten nur vereinzelt und im Süden gar nicht auf. In Österreich findet man die Art nur an den Salzstandorten um den Neusiedler See häufiger.
Besiedelt werden feuchte bis nasse Riedgras- und Schilfbestände nahe der Küste am Brackwasser und im Binnenland Nieder- und Hochmoore oder Verlandungszonen stehender Gewässer. Im kontinentalen Bereich findet man sie nur an salzigen Stellen im Binnenland.

## Lebensweise
Nabis lineatus lebt sowohl in Bodennähe als auch hoch oben auf Gräsern, wie etwa Seggen (Carex), Binsen (Juncus), Pfeifengräser (Molinia), Wollgräser (Eriophorum), Schwaden (Glyceria) und Phragmites. Die Überwinterung erfolgt als Ei. Die Nymphen treten ab Mai auf, die Imagines ab Anfang Juli und können bis September beobachtet werden. Die mikropteren Individuen durchleben nur vier Nymphenstadien.

## Belege